# Menophra retractaria
Menophra retractaria là một loài bướm đêm trong họ Geometridae.